# Oryctes (insecte)
Pour le genre de plantes, voir Oryctes nevadensis.
Genre
Oryctes est un genre d'insectes coléoptères de la sous-famille des Dynastinae regroupant les scarabées rhinocéros ou oryctes. Plusieurs espèces de ce genre sont des ravageurs des palmiers, notamment le cocotier et le palmier à huile.

## Espècesrencontrées en Europe
- Oryctes (Oryctes) nasicornis (Linnaeus, 1758)
- Oryctes (Oryctes) prolixus Wollaston, 1864

Ces espèces européennes ne sont pas nuisibles mais dans les régions tropicales, Oryctes rhinoceros est l'un des plus sérieux ravageurs des cocotiers. Cette espèce peut soulever jusqu'à 850 fois son poids, ce qui la classe parmi les insectes les plus puissants au sein du règne animal.

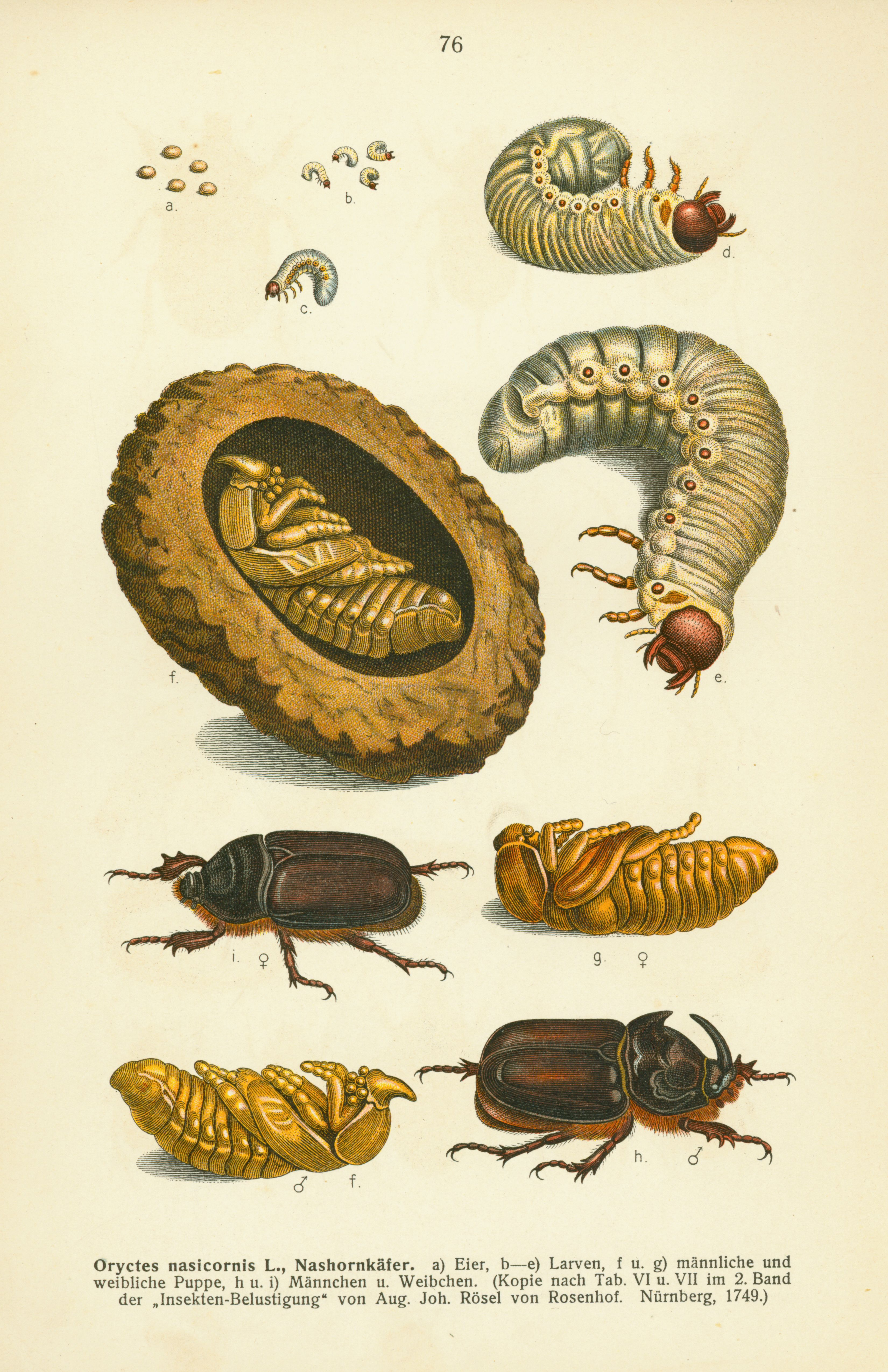
Cycle de croissance dOryctes nasicornis in « Fauna Germanica (Faune d'Allemagne). Die Käfer des Deutschen Reiches. I. & II. Band. Farbendrucktafeln von Dr. K.G. Lutz. K.G. Lutz' Verlag, Stuttgart 1908 »

## Liste d'espèces
Selon Catalogue of Life (4 juillet 2014) :
- Oryctes agamemnon
- Oryctes amberiensis
- Oryctes anguliceps
- Oryctes ata
- Oryctes augias
- Oryctes boas
- Oryctes borbonicus
- Oryctes capucinus
- Oryctes centaurus
- Oryctes cherlonneixi
- Oryctes chevrolati
- Oryctes clypealis
- Oryctes colonicus
- Oryctes comoriensis
- Oryctes congonis
- Oryctes curvicornis
- Oryctes dollei
- Oryctes elegans
- Oryctes erebus
- Oryctes forceps
- Oryctes gigas
- Oryctes gnu
- Oryctes gracilis
- Oryctes heros
- Oryctes hisamatsui
- Oryctes latecavatus
- Oryctes mayottensis
- Oryctes minor
- Oryctes monardi
- Oryctes monoceros
- Oryctes nasicornis
- Oryctes nudicauda
- Oryctes ohausi
- Oryctes owariensis
- Oryctes politus
- Oryctes prolixus
- Oryctes pyrrhus
- Oryctes ranavalo
- Oryctes rhinoceros
- Oryctes richteri
- Oryctes sahariensis
- Oryctes simiar
- Oryctes sjoestedti
- Oryctes tarandus
- Oryctes vicinus

Selon Paleobiology Database (4 juillet 2014) :
- Oryctes pluto

## Méthodes de lutte
En lutte microbiologique, le champignon entomopathogène Metarhizium anisopliae est utilisé contre les oryctes.